# Deutsche Volleyball-Bundesliga 1985/86 (Männer)
Die Saison 1985/86 der Volleyball-Bundesliga war die zwölfte Ausgabe dieses Wettbewerbs. Der Hamburger SV verteidigte seinen Titel als Deutscher Meister erfolgreich. Friedrichshafen und Celle mussten absteigen.

## Mannschaften
In dieser Saison spielten folgende zehn Mannschaften in der Bundesliga:
- VdS Berlin
- SC Fortuna Bonn
- MTV Celle
- ASV Dachau
- VfB Friedrichshafen
- USC Gießen
- Hamburger SV
- TSV Bayer Leverkusen
- TSV 1860 München
- VBC Paderborn

## Ergebnisse
Nach der Hauptrunde ermittelten die vier besten Mannschaften in der Endrunde den neuen deutschen Meister.

### Hauptrunde
|     | Verein          | Punkte | Sätze |
| --- | --------------- | ------ | ----- |
| 1.  | Hamburg         | 36:0   | 54:13 |
| 2.  | Gießen          | 26:10  | 45:28 |
| 3.  | Paderborn       | 24:12  | 43:26 |
| 4.  | Dachau          | 22:14  | 38:28 |
| 5.  | Berlin          | 18:18  | 36:36 |
| 6.  | Bonn            | 14:22  | 33:41 |
| 7.  | München         | 14:22  | 32:41 |
| 8.  | Leverkusen      | 14:22  | 29:40 |
| 9.  | Friedrichshafen | 6:30   | 21:49 |
| 10. | Celle           | 6:30   | 20:49 |

### Endrunde
|    | Verein    | Punkte | Sätze |
| -- | --------- | ------ | ----- |
| 1. | Hamburg   | 26:4   | 70:20 |
| 2. | Gießen    | 23:7   | 60:37 |
| 3. | Paderborn | 18:12  | 53:39 |
| 4. | Dachau    | 11:19  | 44:46 |